# Acanthurus maculiceps
Acanthurus maculiceps (лат.) — вид морских лучепёрых рыб из семейства хирурговых. Иногда попадает в аквариумную торговлю. Максимальная длина тела 40 см. 

## Описание
Тело оливково-коричневого цвета с более светлыми горизонтальными неровными линиями, которые у некоторых особей трудно увидеть. Наиболее характерной чертой их внешнего вида является пятнистость белого или светло-жёлтого цвета, покрывающая голову. 

## Распространение и места обитания
A. maculiceps широко распространён в Индо-Тихоокеанской области и редкий на большей части своего ареала, хотя довольно обычен в некоторых районах, таких как Новогвинейское море у Новой Гвинеи или у островов Раджа Ампат в Индонезии. Бентопелагический вид, обитающий на внешних склонах рифовых зон. Встречается поодиночке или небольшими группами на глубине от 1 до 15 м при температуре от 24 до 28 °C. 
Питаются они в основном водорослями.